# Peruanos para a Mudança
Peruanos Por el Kambio (PPK) é um partido político peruano de centro-direita, está registrado desde outubro de 2014. Seu líder e fundador é o economista e ex-primeiro-ministro do Peru, Pedro Pablo Kuczynski, que também foi o candidato vencedor da eleição presidencial do Peru de 2016, seu espectro político é descrito como conservador e liberal. As cores de campanha do partido, são rosa magenta, azul ciano e amarelo, semelhantes ao seu antecessor, Alianza por el Gran Cambio.
A palavra «Kambio» é escrita com "K" intencionalmente, a fim de que o partido tenha as mesmas iniciais de seu líder Kuczynski, em 15 de outubro de 2014 foi registado no Registo de Organizações Políticas do Júri Nacional de Eleições com o nome de Peru +, Em 16 de fevereiro de 2015, na primeira Assembleia Nacional Estatutária decidiram mudar o nome do movimento para Kambio, em alusão a palavra Cambio, mudança em português.